# CONCACAF Gold Cup 2007
De CONCACAF Gold Cup 2007 is de negende editie van de CONCACAF Gold Cup, het voetbalkampioenschap van Noord- en Centraal-Amerika en de Caraïben. Het wordt gehouden in de Verenigde Staten en duurt van 6 juni tot en met 24 juni 2007. De titelverdediger, de Verenigde Staten, won het toernooi voor de vierde keer door Mexico in de finale met 2-1 te verslaan.
Met deze overwinning plaatste de Verenigde Staten zich tevens voor de FIFA Confederations Cup 2009.

## Deelnemende landen

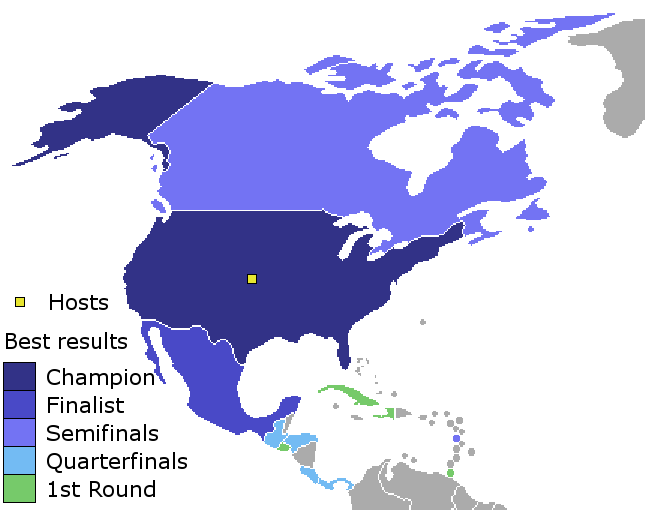
Deelnemende landen

| Team                                                                      | Kwalificatie           | Aantal deelnames       |
| Noord-Amerikaanse zone                                                    | Noord-Amerikaanse zone | Noord-Amerikaanse zone |
| ------------------------------------------------------------------------- | ---------------------- | ---------------------- |
| Verenigde Staten                                                          | Gastland               | 9e                     |
| Mexico                                                                    | Automatisch geplaatst  | 9e                     |
| Canada                                                                    | Automatisch geplaatst  | 8e                     |
| Caraïben gekwalificeerd na deelname aan de Caribbean Cup 2007             |                        |                        |
| Haïti                                                                     | Winnaar                | 6e                     |
| Trinidad en Tobago                                                        | 2e plaats              | 3e                     |
| Cuba                                                                      | 3e plaats              | 5e                     |
| Guadeloupe                                                                | 4e plaats              | 1ste                   |
| Centraal-Amerika gekwalificeerd na deelname aan de UNCAF Nations Cup 2007 |                        |                        |
| Costa Rica                                                                | Winnaar                | 8e                     |
| Panama                                                                    | 2de plaats             | 3e                     |
| Guatemala                                                                 | 3de plaats             | 8e                     |
| El Salvador                                                               | 4de plaats             | 5e                     |
| Honduras                                                                  | 5de plaats             | 8e                     |

## Speelsteden
| Miami              | Carson                                                    | Foxborough                                                | Chicago            |
| ------------------ | --------------------------------------------------------- | --------------------------------------------------------- | ------------------ |
| Orange Bowl        | The Home Depot Center                                     | Gillette Stadium                                          | Soldier Field      |
| Capaciteit: 72.319 | Capaciteit: 27.000                                        | Capaciteit: 68.756                                        | Capaciteit: 61.500 |
|                    |                                                           |                                                           |                    |
| East Rutherford    | · Houston Miami Carson Foxborough Chicago East Rutherford | · Houston Miami Carson Foxborough Chicago East Rutherford | Houston            |
| Giants Stadium     | · Houston Miami Carson Foxborough Chicago East Rutherford | · Houston Miami Carson Foxborough Chicago East Rutherford | Reliant Stadium    |
| Capaciteit: 80.042 | · Houston Miami Carson Foxborough Chicago East Rutherford | · Houston Miami Carson Foxborough Chicago East Rutherford | Capaciteit: 71.500 |
|                    | · Houston Miami Carson Foxborough Chicago East Rutherford | · Houston Miami Carson Foxborough Chicago East Rutherford |                    |

## Scheidsrechters
| Naam              | Geboren    | Duels | Kreeg geel | Kreeg voor de tweede keer geel en dus rood | Weggestuurd |
| ----------------- | ---------- | ----- | ---------- | ------------------------------------------ | ----------- |
| Joel Aguilar      | 02/07/1975 | 2     | 4          | -                                          | 1           |
| Benito Archundia  | 21/03/1966 | 2     | 11         | -                                          | 1           |
| Carlos Batres     | 02/04/1968 | 2     | 16         | 1                                          | 1           |
| Neal Brizan       | 01/11/1969 | 2     | 11         | -                                          | 1           |
| Courtney Campbell | 16/11/1968 | 2     | 10         | -                                          | -           |
| Roberto Moreno    | 05/04/1970 | 2     | 6          | -                                          | -           |
| Mauricio Navarro  | 07/04/1966 | 2     | 12         | -                                          | 1           |
| José Pineda       | 25/03/1971 | 2     | 7          | 1                                          | 1           |
| Terry Vaughn      | 01/04/1973 | 2     | 10         | 1                                          | 2           |
| Enrico Wijngaarde | 11/01/1974 | 2     | 8          | -                                          | -           |
| Germán Arredondo  | 27/05/1968 | 1     | 4          | -                                          | -           |
| Lee Davis         | 14/07/1970 | 1     | 3          | -                                          | -           |
| Javier Jauregui   | 15/05/1978 | 1     | 7          | -                                          | -           |
| Walter Quesada    | 09/05/1970 | 1     | 5          | -                                          | 1           |
| Marco Rodríguez   | 10/11/1973 | 1     | 1          | -                                          | 1           |
| Totaal            | Totaal     | 25    | 115        | 3                                          | 10          |

## Groepsfase
De eerste twee van elke groep plus de twee beste nummers drie gaan door naar de volgende ronde.

### Groep A
| Land       | Wed | Win | Gel | Ver | DV | DT | +/− | Pnt |
| ---------- | --- | --- | --- | --- | -- | -- | --- | --- |
| Canada     | 3   | 2   | 0   | 1   | 5  | 3  | +2  | 6   |
| Costa Rica | 3   | 1   | 1   | 1   | 3  | 3  | 0   | 4   |
| Guadeloupe | 3   | 1   | 1   | 1   | 3  | 3  | 0   | 4   |
| Haïti      | 3   | 0   | 2   | 1   | 2  | 4  | –2  | 2   |

|                                            |             |                  |                    |                                                                                                |
| 6 juni 2007 «onderlinge duels» 19:00 UTC−4 | Costa Rica  | 1 – 2            | Canada             | Orange Bowl, Miami, Florida Toeschouwers: 17.420 Scheidsrechter: Enrico Wijngaarde ( Suriname) |
| 6 juni 2007 «onderlinge duels» 19:00 UTC−4 | Centeno 56' | Wedstrijdverslag | de Guzmán 57', 73' | Orange Bowl, Miami, Florida Toeschouwers: 17.420 Scheidsrechter: Enrico Wijngaarde ( Suriname) |

|                         |            |                  |                  |                                                                                                   |
| 6 juni 2007 21:00 UTC−4 | Guadeloupe | 1 – 1            | Haïti            | Orange Bowl, Miami, Florida Toeschouwers: 17.420 Scheidsrechter: Terry Vaughn ( Verenigde Staten) |
| 6 juni 2007 21:00 UTC−4 | Fiston 54' | Wedstrijdverslag | Chéry 36' (pen.) | Orange Bowl, Miami, Florida Toeschouwers: 17.420 Scheidsrechter: Terry Vaughn ( Verenigde Staten) |

|                         |           |                  |                           | |
| 9 juni 2007 19:00 UTC−4 | Canada    | 1 – 2            | Guadeloupe                | Orange Bowl, Miami, Florida Toeschouwers: 22.529 Scheidsrechter: Neal Brizan ( Trinidad en Tobago) |
| 9 juni 2007 19:00 UTC−4 | Gerba 35' | Wedstrijdverslag | Angloma 10' Fleurival 37' | Orange Bowl, Miami, Florida Toeschouwers: 22.529 Scheidsrechter: Neal Brizan ( Trinidad en Tobago) |

|                                            |               |                  |             |                                                                                               |
| 9 juni 2007 «onderlinge duels» 21:00 UTC−4 | Haïti         | 1 – 1            | Costa Rica  | Orange Bowl, Miami, Florida Toeschouwers: 22.529 Scheidsrechter: Courtney Campbell ( Jamaica) |
| 9 juni 2007 «onderlinge duels» 21:00 UTC−4 | Boucicaut 71' | Wedstrijdverslag | Centeno 62' | Orange Bowl, Miami, Florida Toeschouwers: 22.529 Scheidsrechter: Courtney Campbell ( Jamaica) |

|                          |             |                  |            |                                                                                                |
| 11 juni 2007 19:00 UTC−4 | Costa Rica  | 1 – 0            | Guadeloupe | Orange Bowl, Miami, Florida Toeschouwers: 15.892 Scheidsrechter: Enrico Wijngaarde ( Suriname) |
| 11 juni 2007 19:00 UTC−4 | Centeno 14' | Wedstrijdverslag |            | Orange Bowl, Miami, Florida Toeschouwers: 15.892 Scheidsrechter: Enrico Wijngaarde ( Suriname) |

|                                             |       |                  |                            |                                                                                            |
| 11 juni 2007 «onderlinge duels» 21:00 UTC−4 | Haïti | 0 – 2            | Canada                     | Orange Bowl, Miami, Florida Toeschouwers: 15.892 Scheidsrechter: Marco Rodríguez ( Mexico) |
| 11 juni 2007 «onderlinge duels» 21:00 UTC−4 |       | Wedstrijdverslag | De Rosario 31', 35' (pen.) | Orange Bowl, Miami, Florida Toeschouwers: 15.892 Scheidsrechter: Marco Rodríguez ( Mexico) |

### Groep B
| Land               | Wed | Win | Gel | Ver | DV | DT | +/− | Pnt |
| ------------------ | --- | --- | --- | --- | -- | -- | --- | --- |
| Verenigde Staten   | 3   | 3   | 0   | 0   | 7  | 0  | +7  | 9   |
| Guatemala          | 3   | 1   | 1   | 1   | 2  | 2  | 0   | 4   |
| El Salvador        | 3   | 1   | 0   | 2   | 2  | 6  | –4  | 3   |
| Trinidad en Tobago | 3   | 0   | 1   | 2   | 2  | 5  | –3  | 1   |

|                                            |                  |                  |           |                                                                                           |
| 7 juni 2007 «onderlinge duels» 18:00 UTC−7 | Verenigde Staten | 1 – 0            | Guatemala | The Home Depot Center,Carson Toeschouwers: 21.334 Scheidsrechter: José Pineda ( Honduras) |
| 7 juni 2007 «onderlinge duels» 18:00 UTC−7 | Dempsey 26'      | Wedstrijdverslag |           | The Home Depot Center,Carson Toeschouwers: 21.334 Scheidsrechter: José Pineda ( Honduras) |

|                                            |                      |                  |                    |                                                                                               |
| 7 juni 2007 «onderlinge duels» 20:00 UTC−7 | El Salvador          | 2 – 1            | Trinidad en Tobago | The Home Depot Center, Carson Toeschouwers: 21.334 Scheidsrechter: German Arredondo ( Mexico) |
| 7 juni 2007 «onderlinge duels» 20:00 UTC−7 | Sánchez 38' Alas 81' | Wedstrijdverslag | Spann 8'           | The Home Depot Center, Carson Toeschouwers: 21.334 Scheidsrechter: German Arredondo ( Mexico) |

|                                            |               |                  |             | |
| 9 juni 2007 «onderlinge duels» 12:00 UTC−7 | Guatemala     | 1 – 0            | El Salvador | The Home Depot Center, Carson Toeschouwers: 27.000 Scheidsrechter: Javier Jaurequi ( Nederlandse Antillen) |
| 9 juni 2007 «onderlinge duels» 12:00 UTC−7 | Contreras 68' | Wedstrijdverslag |             | The Home Depot Center, Carson Toeschouwers: 27.000 Scheidsrechter: Javier Jaurequi ( Nederlandse Antillen) |

|                                            |                    |                  |                       |                                                                                             |
| 9 juni 2007 «onderlinge duels» 14:00 UTC−7 | Trinidad en Tobago | 0 – 2            | Verenigde Staten      | The Home Depot Center, Carson Toeschouwers: 27.000 Scheidsrechter: Roberto Moreno ( Panama) |
| 9 juni 2007 «onderlinge duels» 14:00 UTC−7 |                    | Wedstrijdverslag | Ching 29' Johnson 54' | The Home Depot Center, Carson Toeschouwers: 27.000 Scheidsrechter: Roberto Moreno ( Panama) |

|                                             |                                                    |                  |             |                                                                                              |
| 12 juni 2007 «onderlinge duels» 19:00 UTC−4 | Verenigde Staten                                   | 4 – 0            | El Salvador | Gillette Stadium, Foxborough Toeschouwers: 26.523 Scheidsrechter: Benito Archundia ( Mexico) |
| 12 juni 2007 «onderlinge duels» 19:00 UTC−4 | Beasley 34', 90' Donovan 45+1' (pen.) Twellman 73' | Wedstrijdverslag |             | Gillette Stadium, Foxborough Toeschouwers: 26.523 Scheidsrechter: Benito Archundia ( Mexico) |

|                                           |                    |                  |           |                                                                                           |
| 12 juni 2007 «onderlinge duels» 21:00 EDT | Trinidad en Tobago | 1 – 1            | Guatemala | Gillette Stadium, Foxborough Toeschouwers: 26.523 Scheidsrechter: José Pineda ( Honduras) |
| 12 juni 2007 «onderlinge duels» 21:00 EDT | McFarlane 87'      | Wedstrijdverslag | Ruiz 83'  | Gillette Stadium, Foxborough Toeschouwers: 26.523 Scheidsrechter: José Pineda ( Honduras) |

### Groep C
| Land     | Wed | Win | Gel | Ver | DV | DT | +/− | Pnt |
| -------- | --- | --- | --- | --- | -- | -- | --- | --- |
| Honduras | 3   | 2   | 0   | 1   | 9  | 4  | +5  | 6   |
| Mexico   | 3   | 2   | 0   | 1   | 4  | 3  | +1  | 6   |
| Panama   | 3   | 1   | 1   | 0   | 5  | 5  | 0   | 4   |
| Cuba     | 3   | 0   | 1   | 2   | 3  | 9  | –6  | 1   |

|                                            |                                    |                  |                          |                                                                                                 |
| 8 juni 2007 «onderlinge duels» 19:00 UTC−4 | Panama                             | 3 – 2            | Honduras                 | Giants Stadium, East Rutherford Toeschouwers: 20.230 Scheidsrechter: Mauricio Navarro ( Canada) |
| 8 juni 2007 «onderlinge duels» 19:00 UTC−4 | Rivera 33' B. Pérez 42' Garcés 83' | Wedstrijdverslag | Guevara 40' Costly 90+2' | Giants Stadium, East Rutherford Toeschouwers: 20.230 Scheidsrechter: Mauricio Navarro ( Canada) |

|                                            |                           |                  |               |                                                                                                  |
| 8 juni 2007 «onderlinge duels» 21:00 UTC−4 | Mexico                    | 2 – 1            | Cuba          | Giants Stadium, East Rutherford Toeschouwers: 20.230 Scheidsrechter: Joel Aguilar ( El Salvador) |
| 8 juni 2007 «onderlinge duels» 21:00 UTC−4 | Borgetti 38' Castillo 56' | Wedstrijdverslag | Alcántara 23' | Giants Stadium, East Rutherford Toeschouwers: 20.230 Scheidsrechter: Joel Aguilar ( El Salvador) |

|                                             |                 |                  |                   |                                                                                                   |
| 10 juni 2007 «onderlinge duels» 16:00 UTC−4 | Honduras        | 2 – 1            | Mexico            | Giants Stadium, East Rutherford Toeschouwers: 68.123 Scheidsrechter: Wálter Quesada ( Costa Rica) |
| 10 juni 2007 «onderlinge duels» 16:00 UTC−4 | Costly 57', 90' | Wedstrijdverslag | Blanco 29' (pen.) | Giants Stadium, East Rutherford Toeschouwers: 68.123 Scheidsrechter: Wálter Quesada ( Costa Rica) |

|                                             |                         |                  |                          | |
| 10 juni 2007 «onderlinge duels» 18:00 UTC−4 | Panama                  | 2 – 2            | Cuba                     | Giants Stadium, East Rutherford Toeschouwers: 68.123 Scheidsrechter: Lee Davis ( Trinidad en Tobago) |
| 10 juni 2007 «onderlinge duels» 18:00 UTC−4 | Garcés 14' B. Pérez 45' | Wedstrijdverslag | Colomé 27' Alcántara 74' | Giants Stadium, East Rutherford Toeschouwers: 68.123 Scheidsrechter: Lee Davis ( Trinidad en Tobago) |

|                                             |      |                  |                                            |                                                                                                  |
| 13 juni 2007 «onderlinge duels» 19:00 UTC−5 | Cuba | 0 – 5            | Honduras                                   | Reliant Stadium, Houston, Texas Toeschouwers: 68.417 Scheidsrechter: Joel Aguilar ( El Salvador) |
| 13 juni 2007 «onderlinge duels» 19:00 UTC−5 |      | Wedstrijdverslag | Pavón 3', 12', 42', 53' Guevara 90' (pen.) | Reliant Stadium, Houston, Texas Toeschouwers: 68.417 Scheidsrechter: Joel Aguilar ( El Salvador) |

|                                             |             |                  |        |                                                                                                 |
| 13 juni 2007 «onderlinge duels» 21:00 UTC−5 | Mexico      | 1 – 0            | Panama | Reliant Stadium, Houston, Texas Toeschouwers: 68.417 Scheidsrechter: Carlos Batres ( Guatemala) |
| 13 juni 2007 «onderlinge duels» 21:00 UTC−5 | Salcido 60' | Wedstrijdverslag |        | Reliant Stadium, Houston, Texas Toeschouwers: 68.417 Scheidsrechter: Carlos Batres ( Guatemala) |

### Nummers 3
De 2 beste nummers 3 plaatsen zich ook voor de knock-outfase van het toernooi. 
| Grp | Land        | GW | Win | Gel | Ver | DV | DT | +/− | Pnt |
| --- | ----------- | -- | --- | --- | --- | -- | -- | --- | --- |
| C   | Panama      | 3  | 1   | 1   | 1   | 5  | 5  | 0   | 4   |
| A   | Guadeloupe  | 3  | 1   | 1   | 1   | 3  | 3  | 0   | 4   |
| B   | El Salvador | 3  | 1   | 0   | 2   | 2  | 6  | −4  | 3   |

## Knock-outfase
|  | kwartfinale          | kwartfinale       |                   |   | halve finale | halve finale |  |  | finale | finale |
|  |                      |                   |                   |   |              |              |  |  |        |        |
|  |                      |                   |                   |   |              |              |  |  |        |        |
|  | 16 juni – Foxborough |                   |                   |   |              |              |  |  |        |        |
|  |                      |                   |                   |   |              |              |  |  |        |        |
|  | Canada               | 3                 |                   |   |              |              |  |  |        |        |
|  | Canada               | 3                 | 21 juni – Chicago |   |              |              |  |  |        |        |
|  | Guatemala            | 0                 |                   |   |              |              |  |  |        |        |
|  | Guatemala            | 0                 | Canada            | 1 |              |              |  |  |        |        |
|  | 16 juni – Foxborough |                   | Canada            | 1 |              |              |  |  |        |        |
|  |                      | Verenigde Staten  | 2                 |   |              |              |  |  |        |        |
|  | Verenigde Staten     | Verenigde Staten  | 2                 | 2 |              |              |  |  |        |        |
|  | Verenigde Staten     |                   | 24 juni – Chicago | 2 |              |              |  |  |        |        |
|  | Panama               | 1                 |                   |   |              |              |  |  |        |        |
|  | Panama               | 1                 | Verenigde Staten  | 2 |              |              |  |  |        |        |
|  | 17 juni – Houston    |                   | Verenigde Staten  | 2 |              |              |  |  |        |        |
|  |                      | Mexico            | 1                 |   |              |              |  |  |        |        |
|  | Honduras             | Mexico            | 1                 | 1 |              |              |  |  |        |        |
|  | Honduras             | 21 juni – Chicago |                   | 1 |              |              |  |  |        |        |
|  | Guadeloupe           | 2                 |                   |   |              |              |  |  |        |        |
|  | Guadeloupe           | 2                 | Guadeloupe        | 0 |              |              |  |  |        |        |
|  | 17 juni – Houston    |                   | Guadeloupe        | 0 |              |              |  |  |        |        |
|  |                      | Mexico            | 1                 |   |              |              |  |  |        |        |
|  | Mexico               | Mexico            | 1                 | 1 |              |              |  |  |        |        |
|  | Mexico               |                   |                   | 1 |              |              |  |  |        |        |
|  | Costa Rica           | 0                 |                   |   |              |              |  |  |        |        |
|  | Costa Rica           | 0                 |                   |   |              |              |  |  |        |        |

### Kwartfinale
|                                             |                               |                  |           |                                                                                                |
| 16 juni 2007 «onderlinge duels» 13:00 UTC−4 | Canada                        | 3 – 0            | Guatemala | Gillette Stadium, Foxborough Toeschouwers: 22.412 Scheidsrechter: Courtney Campbell ( Jamaica) |
| 16 juni 2007 «onderlinge duels» 13:00 UTC−4 | De Rosario 17' Gerba 33', 44' | Wedstrijdverslag |           | Gillette Stadium, Foxborough Toeschouwers: 22.412 Scheidsrechter: Courtney Campbell ( Jamaica) |

|                                             |                                  |                  |              | |
| 16 juni 2007 «onderlinge duels» 16:00 UTC−4 | Verenigde Staten                 | 2 – 1            | Panama       | Gillette Stadium, Foxborough Toeschouwers: 22.412 Scheidsrechter: Neal Brizan ( Trinidad en Tobago) |
| 16 juni 2007 «onderlinge duels» 16:00 UTC−4 | Donovan 60' (pen.) Bocanegra 62' | Wedstrijdverslag | B. Pérez 85' | Gillette Stadium, Foxborough Toeschouwers: 22.412 Scheidsrechter: Neal Brizan ( Trinidad en Tobago) |

|                                             |              |                  |            | |
| 17 juni 2007 «onderlinge duels» 14:00 UTC−5 | Mexico       | 1 – 0 (n.v.)     | Costa Rica | Reliant Stadium, Houston, Texas Toeschouwers: 70.092 Scheidsrechter: Terry Vaughn ( Verenigde Staten) |
| 17 juni 2007 «onderlinge duels» 14:00 UTC−5 | Borgetti 97' | Wedstrijdverslag |            | Reliant Stadium, Houston, Texas Toeschouwers: 70.092 Scheidsrechter: Terry Vaughn ( Verenigde Staten) |

|                          |           |                  |                         |                                                                                                 |
| 17 juni 2007 17:00 UTC−5 | Honduras  | 1 – 2            | Guadeloupe              | Reliant Stadium, Houston, Texas Toeschouwers: 70.092 Scheidsrechter: Mauricio Navarro ( Canada) |
| 17 juni 2007 17:00 UTC−5 | Pavón 70' | Wedstrijdverslag | Angloma 17' Socrier 20' | Reliant Stadium, Houston, Texas Toeschouwers: 70.092 Scheidsrechter: Mauricio Navarro ( Canada) |

### Halve finale
|                                             |          |                  |                               |                                                                                                  |
| 21 juni 2007 «onderlinge duels» 18:00 UTC−5 | Canada   | 1 – 2            | Verenigde Staten              | Soldier Field, Chicago, Illinois Toeschouwers: 50.760 Scheidsrechter: Benito Archundia ( Mexico) |
| 21 juni 2007 «onderlinge duels» 18:00 UTC−5 | Hume 76' | Wedstrijdverslag | Hejduk 39' Donovan 45' (pen.) | Soldier Field, Chicago, Illinois Toeschouwers: 50.760 Scheidsrechter: Benito Archundia ( Mexico) |

|                          |           |                  |            |                                                                                                |
| 21 juni 2007 21:00 UTC−5 | Mexico    | 1 – 0            | Guadeloupe | Soldier Field, Chicago, Illinois Toeschouwers: 50.760 Scheidsrechter: Roberto Moreno ( Panama) |
| 21 juni 2007 21:00 UTC−5 | Pardo 70' | Wedstrijdverslag |            | Soldier Field, Chicago, Illinois Toeschouwers: 50.760 Scheidsrechter: Roberto Moreno ( Panama) |

### Finale
|                                             |                                  |                  |              |                                                                                                  |
| 24 juni 2007 «onderlinge duels» 14:00 UTC−5 | Verenigde Staten                 | 2 – 1            | Mexico       | Soldier Field, Chicago, Illinois Toeschouwers: 60.000 Scheidsrechter: Carlos Batres ( Guatemala) |
| 24 juni 2007 «onderlinge duels» 14:00 UTC−5 | Donovan 62' (pen.) Feilhaber 73' | Wedstrijdverslag | Guardado 44' | Soldier Field, Chicago, Illinois Toeschouwers: 60.000 Scheidsrechter: Carlos Batres ( Guatemala) |

| CONCACAF Gold Cup Winnaar 2007 |
| ------------------------------ |
| VERENIGDE STATEN 4de titel     |

## Doelpuntenmakers
5 doelpunten
- Carlos Pavón

4 doelpunten
- Landon Donovan

3 doelpunten
- Dwayne De Rosario
- Ali Gerba

- Walter Centeno
- Carlos Costly

- Blas Pérez

2 doelpunten
- Julian De Guzman
- Reynier Alcántara
- Jocelyn Angloma

- Amado Guevara
- Jared Borgetti

- José Luis Garcés
- DaMarcus Beasley

1 doelpunt
- Iain Hume
- Jaime Colomé
- Dennis Alas
- Ramón Sánchez
- Cédrick Fiston
- David Fleurival
- Richard Socrier
- José Manuel Contreras
- Carlos Ruiz

- Alexandre Boucicaut
- Mones Chéry
- Cuauhtémoc Blanco
- Nery Castillo
- Andrés Guardado
- Pável Pardo
- Carlos Salcido
- Carlos Rivera
- Errol McFarlane

- Silvio Spann
- Carlos Bocanegra
- Brian Ching
- Clint Dempsey
- Benny Feilhaber
- Frankie Hejduk
- Eddie Johnson
- Taylor Twellman